# رذیلت (فیلم ۲۰۰۸)
«رذیلت» (انگلیسی: Vice (2008 film)) فیلمی در ژانر درام است که در سال ۲۰۰۸ منتشر شد. از بازیگران آن می‌توان به مایکل مدسن، داریل هاناه، میکلتی ویلیامسون، مارک بون جونیور، و ماری کری اشاره کرد.